# Dioctria calceata
Dioctria calceata là một loài ruồi trong họ Asilidae. Dioctria calceata được Meigen miêu tả năm 1820. Loài này phân bố ở vùng Cổ Bắc giới.